# 카브리올레 (영화)
《카브리올레》는 2024년에 개봉한 대한민국의 영화이다. 2022년 제26회 부천국제판타스틱영화제 '코리안 판타스틱 : 장편' 부문 초청작이다.

## 캐스팅

### 주연
- 금새록 : 오지아 역
- 류경수 : 이병재 역
- 강영석 : 정기석 역
- 한예지 : 안나 역

### 조연
- 24플라코 : 제훈 역
- 곽민호 : 운전자 역
- 박하은 : 수정 역

### 우정출연
- 배우희 : 민정 역

### 특별출연
- 정희태 : 부장 역
- 공정환 : CEO 역
- 홍서준 : 차장 역
- 차미경 : 지아 엄마 역

### 참고 사항
- 감독 조광진은 쉬지 않고 스무살부터 서른 초반까지 일하면서 본인에게 찾아온 번아웃이라는 것을 직접 경험했기 때문에, 이 주제로 이 작품을 만들게 되었다고 밝혔다. 그리고 본인의 작품을 '자신을 찾는 이야기'라고 평했고, 영화 속의 여러 사건을 통해 나를 생각하게 되는 이야기라고 덧붙였다.[2]